# Ghislain Van Landeghem
Pour les articles homonymes, voir Van Landeghem.
Ghislain Van Landeghem (né le 18 juillet 1948 à Belsele) est un coureur cycliste belge. Il est professionnel de 1971 à 1982. 
Son fils Kurt a également été coureur cycliste chez les professionnels, tout comme sa fille Sandra, qui a évolué au niveau amateur. 

## Palmarès
- 1972
  - Circuit de la région frontalière
  - 3e du Circuit de Flandre centrale
- 1977
  - 2e de la Puivelde Koerse
- 1979
  - Grote Prijs Dr. Eugeen Roggeman
  - 2e du Grand Prix Beeckman-De Caluwé
- 1980
  - Circuit Escaut-Durme

## Résultat sur le Tour de France
1 participation 
- 1974 : abandon (10e étape)